# Castillo de Sant'Angelo
El Castillo de Sant'Angelo (en italiano: Castel Sant'Angelo) o Mausoleo de Adriano (en italiano: mausoleo di Adriano), conocido entre los siglos x y xii como Mole Adrianorum o Castellum Crescentii, es un monumento de Roma (Italia), situado en la orilla derecha del Tíber, frente al Pons Aelius (actual Puente Sant'Angelo), a poca distancia del Vaticano, entre el rione de Borgo y el de Prati. Está unido a la Ciudad del Vaticano a través del pasillo fortificado denominado Passetto. El castillo ha sido modificado radicalmente varias veces en las épocas medieval y renacentista.
Propiedad demanial del Estado italiano, desde diciembre de 2014 ha sido gestionado por el Ministerio de Bienes y Actividades Culturales a través del polo museístico del Lacio, y desde diciembre de 2019 a través de la Dirección de Museos Estatales de Roma.

## Historia

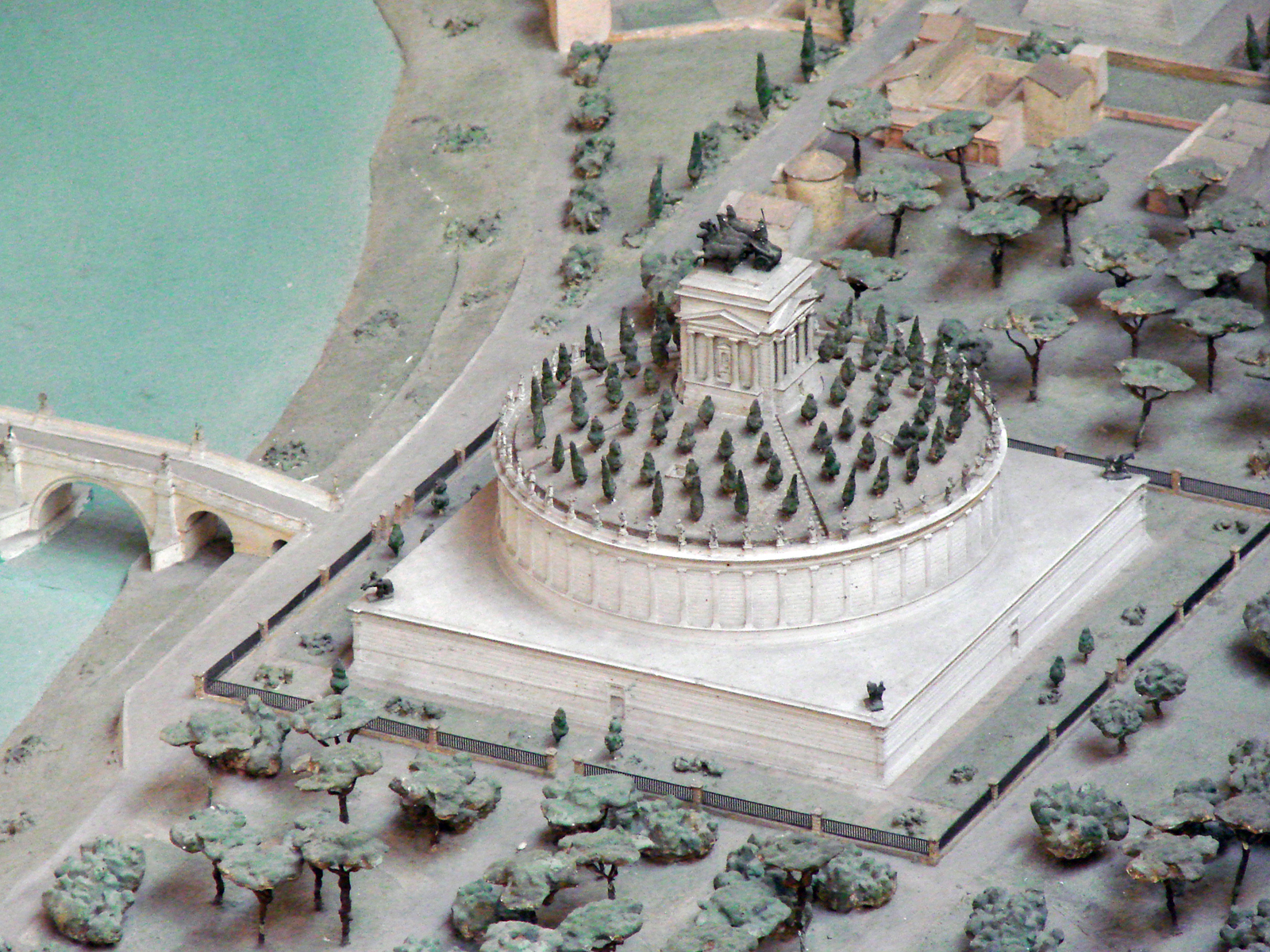
Maqueta del Mausoleo de Adriano.

### Orígenes romanos
Todo empezó en el año 135 d. C., cuando el emperador Adriano pidió al arquitecto Demetriano que construyera un mausoleo para él y para sus familiares, inspirándose en el modelo del Mausoleo de Augusto, pero con mayores dimensiones. Las obras duraron varios años y fueron finalizadas por Antonino Pío en 139. Fue construido frente al Campo de Marte, al cual se conectó mediante un puente construido a tal efecto, el Puente Elio. El mausoleo estaba compuesto por una base cúbica, revestida con mármol de Carrara, que tenía un friso decorativo con cabezas de buey (bucráneos) y lesenas angulares. En la parte del friso que daba hacia el río se podían leer los nombres de los emperadores sepultados en su interior. También en este lado se encontraba el arco de entrada dedicado a Adriano; el dromos (avenida de acceso) estaba completamente revestido de mármol amarillo antiguo.
Sobre el cubo de la base había un tambor realizado en peperino y en opus caementicium totalmente revestido con travertino y lesenas estriadas. Sobre él se encontraba un túmulo de tierra arbolado y rodeado por estatuas de mármol, que decoraban todo el perímetro del monumento; de ellas se conservan algunos fragmentos encontrados en el lugar. La estatua más íntegra encontrada es el famoso Fauno Barberini. Finalmente, el túmulo estaba coronado por una cuadriga de bronce dirigida por el emperador Adriano, representado como el sol colocado sobre un alto basamento o, según otros, sobre un tholos circular. Alrededor del mausoleo discurría una muralla con una puerta de bronce decorada con pavos de bronce dorado, dos de los cuales se conservan en el Vaticano.
En el interior, varios pozos de luz iluminaban la rampa helicoidal de ladrillo, revestida con mármol, que mediante una lenta subida unía la entrada o dromos a la celda funeraria, situada en el centro del túmulo. Esta última, de forma cuadrada y completamente revestida de mármoles policromos, estaba coronada por otras dos salas, quizá utilizadas también como celdas sepulcrales.
El mausoleo albergó los restos del emperador Adriano y de su esposa Vibia Sabina; del emperador Antonino Pío, su esposa Faustina la Mayor y tres de sus hijos; de Lucio Elio César; de Cómodo; del emperador Marco Aurelio y tres de sus hijos; del emperador Septimio Severo, su esposa Julia Domna y sus hijos; y de los emperadores Geta y Caracalla.

### Desde la Edad Media hasta elsigloXIX

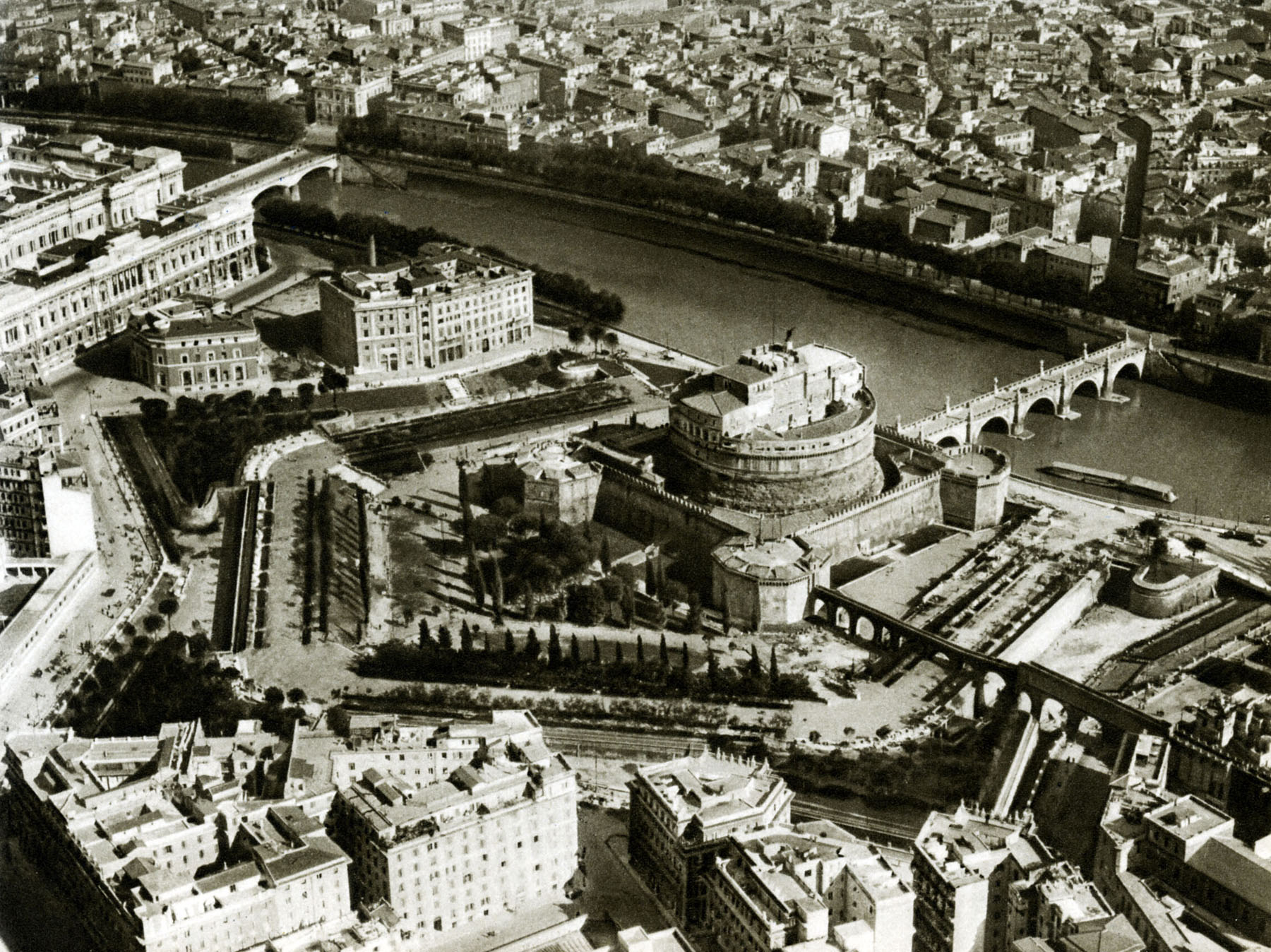
Foto aérea del Castillo de Sant'Angelo en 1938.

En el 403 el emperador de Occidente Honorio incluyó el edificio en las murallas aurelianas; desde ese momento el edificio perdió su función originaria de sepulcro, convirtiéndose en una fortaleza que formaba parte del sistema defensivo de la ciudad, un baluarte avanzado al otro lado del Tíber. Fue entonces cuando el mausoleo fue designado por primera vez con el apelativo de castellum. Salvó la zona del Vaticano del saqueo de los visigodos de Alarico del 410 y del de los vándalos de Genserico del 455. Entonces, para defenderse, los romanos lanzaron sobre los asaltantes todo lo que tenían al alcance de la mano, incluidas las estatuas: una de ellas, el llamado Fauno Barberini, fue encontrada posteriormente en el foso de la fortaleza. A principios del siglo vi Teodorico lo dedicó a prisión de Estado.
Según la tradición, el monumento recibió su nombre actual en el 590. Como Roma estaba siendo azotada por una grave epidemia de peste, el papa Gregorio I decidió organizar una solemne procesión penitencial. Mientras el pontífice, que dirigía la procesión, estaba atravesando el Puente Elio, tuvo una visión del arcángel Miguel en la cima del Mausoleo de Adriano enfundando su espada. Esto fue interpretado como un signo celeste que anunciaba el inminente fin de la epidemia, cosa que efectivamente se produjo. Desde ese momento el Mausoleo de Adriano fue conocido como Castel Sant'Angelo, y sobre su cima se erigió una iglesia dedicada a «Sant'Angelo usque ad caelos» y, en el siglo xiii, una estatua que representaba al ángel en el acto de enfundar la espada. Todavía en la actualidad se conserva en los Museos Capitolinos una piedra circular con las huellas que según la tradición habría dejado el arcángel cuando se apareció en el castillo para anunciar el fin de la peste.
La posesión de la fortaleza fue objeto de contienda entre numerosas familias nobles romanas: en la primera mitad del siglo x se convirtió en la fortaleza del senador Teofilacto y de su familia, su hija Marozia y su nieto Alberico, que también la utilizaron como prisión, uso que el castillo conservaría hasta 1901. En el 932 Marozia, antigua amante del papa Sergio III y esposa de Alberico I, marqués de Spoleto, y posteriormente de Guido de Toscana, quiso celebrar su tercer matrimonio con Hugo de Arlés en la cámara sepulcral de los emperadores del Castillo de Sant'Angelo. Sin embargo, el gesto no le trajo fortuna porque, durante la cena de bodas, Alberico II, hijo de su primer matrimonio, apareció repentinamente en el castillo, obligando a Hugo a huir y apoderándose de la fortaleza. Marozia terminó oscuramente sus días en una celda del castillo.
En la segunda mitad del siglo x el castillo pasó a manos de los Crescenzi, quienes lo mantuvieron durante un siglo, durante el cual lo reforzaron hasta el punto de otorgar a la construcción su nombre, Castrum Crescentii. El Castillo de Sant'Angelo fue identificado con este nombre durante mucho tiempo, incluso después de que su propiedad pasara a los Pierleoni y posteriormente a los Orsini, a los cuales probablemente fue entregado por el papa Nicolás III, de esta familia, que lo mantuvieron hasta en torno al 1365, cuando lo cedieron a la Iglesia.
Nicolás III, considerando la fama de inexpugnabilidad del castillo y su cercanía a la basílica de San Pedro y el Palacio Apostólico, decidió trasladar allí parcialmente la sede apostólica, entonces ubicada en el Palacio de Letrán, que consideraba poco seguro. Para garantizar una mayor seguridad al Palacio Apostólico, construyó el célebre Passetto, un paso protegido para el pontífice desde la basílica de San Pedro hasta la fortaleza.
En 1367 las llaves del edificio fueron entregadas al papa Urbano V, para que solicitara el regreso a Roma desde el exilio aviñonés. Desde este momento la suerte del Castillo de Sant'Angelo estaría unida inseparablemente a las de los pontífices: por su estructura sólida y fortificada los papas lo utilizarían como refugio en momentos de peligro, para albergar el Archivo y el Tesoro Vaticano, como tribunal y como prisión.

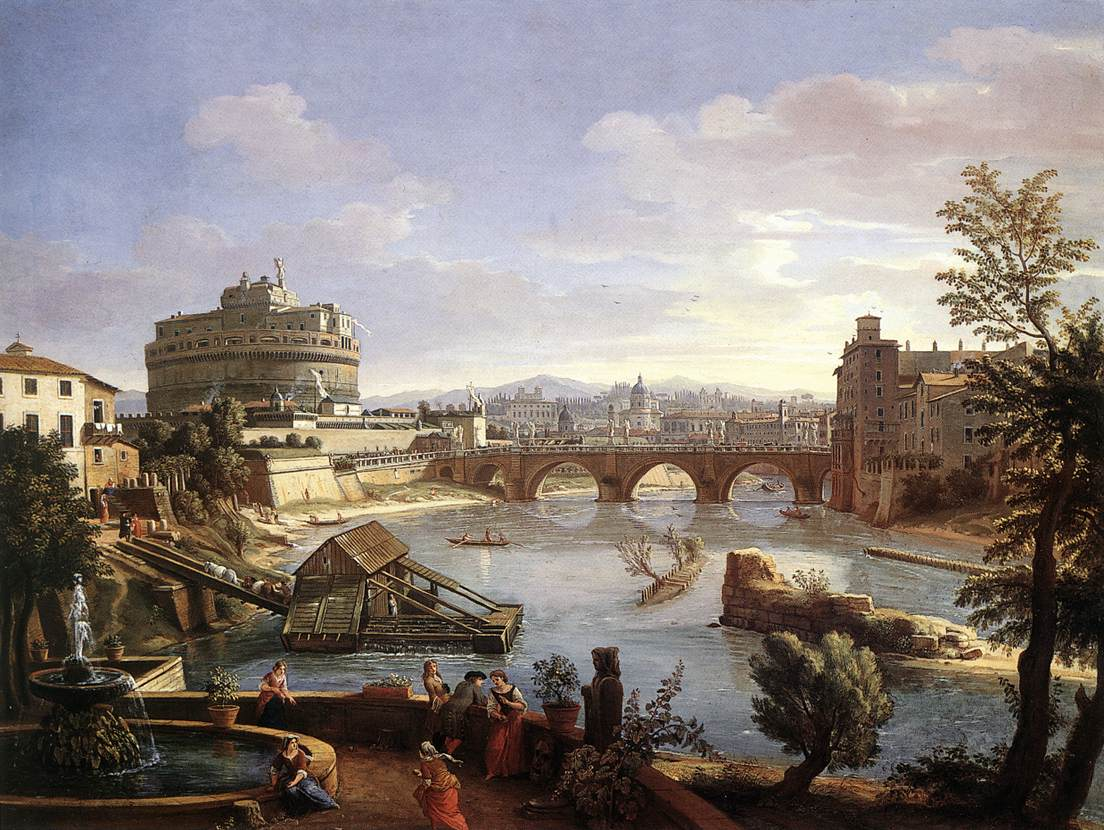
Una vista del Castillo de Sant'Angelo y sus alrededores en un cuadro de finales del siglo xvii.

En 1379 el castillo fue casi arrasado por la población, furiosa contra la guarnición francesa dejada para proteger el castillo por Urbano V. En 1395 el papa Bonifacio IX dio inicio a su reconstrucción, que encargó al arquitecto militar Niccolò Lamberti, con la tarea de que ejecutara una serie de intervenciones de fortalecimiento de la estructura defensiva del castillo. La entrada al castillo sería posible solo a través de una única rampa de acceso y un puente levadizo. En la cima del edificio se reconstruyó la capilla dedicada al arcángel Miguel.
En los cuatro siglos siguientes se sucedieron diferentes intervenciones y transformaciones: Nicolás V (1447-1455) dotó al castillo de una residencia papal —la primera en el interior del edificio— y realizó tres bastiones en las esquinas del cuadrilátero exterior. Además, procedió a la reconstrucción del Puente Sant'Angelo, que se había hundido con ocasión de las procesiones del jubileo del 1450. Alejandro VI Borgia encargó al arquitecto Antonio da Sangallo el Viejo nuevas obras de fortificación, tras las cuales el edificio asumió el carácter de una verdadera fortaleza militar según las técnicas más actualizadas de la traza italiana, y construyó cuatro baluartes pentagonales, dedicados a los santos evangelistas, que englobaron las estructuras precedentes realizadas durante el papado de Nicolás V. Posteriormente, para garantizar un mayor control de las vías de acceso al castillo, el papa Alejandro VI hizo erigir un torreón cilíndrico junto al puente e hizo excavar un foso alrededor de las murallas, que se llenaba con las aguas del Tíber.
Las obras ordenadas por Alejandro VI no se dirigieron solo al fortalecimiento de la estructura defensiva del edificio: el papa también dotó al castillo de un nuevo apartamento, que hizo decorar con frescos por Pinturicchio, y añadió jardines y fuentes. En el curso de su pontificado Alejandro transformó el castillo, en el cual le encantaba residir, en un suntuoso palacio real en el que organizaba banquetes, fiestas y espectáculos teatrales. Las crónicas de la época describen la residencia como lujosa y espléndida, pero en la actualidad no queda nada de ella, puesto que fue demolida por Urbano VIII en 1628 para hacer espacio a nuevas fortificaciones.
Las obras de fortificación de Alejandro VI permitieron al papa Clemente VII, treinta y dos años después, resistir durante siete meses al asedio de las tropas de Carlos V, los famosos lansquenetes, que el 6 de mayo de 1527 dieron inicio al saco de Roma. En el 1525 Clemente VII hizo construir una stufa, como entonces era llamado el baño privado, una pequeña habitación decorada con frescos que muestran elementos profanos (delfines, conchas, ninfas, ángeles y personajes mitológicos), todavía visitable en la actualidad. En esta habitación también había una bañera, en la cual el agua salía de una Venus desnuda de bronce, que posteriormente se perdió.

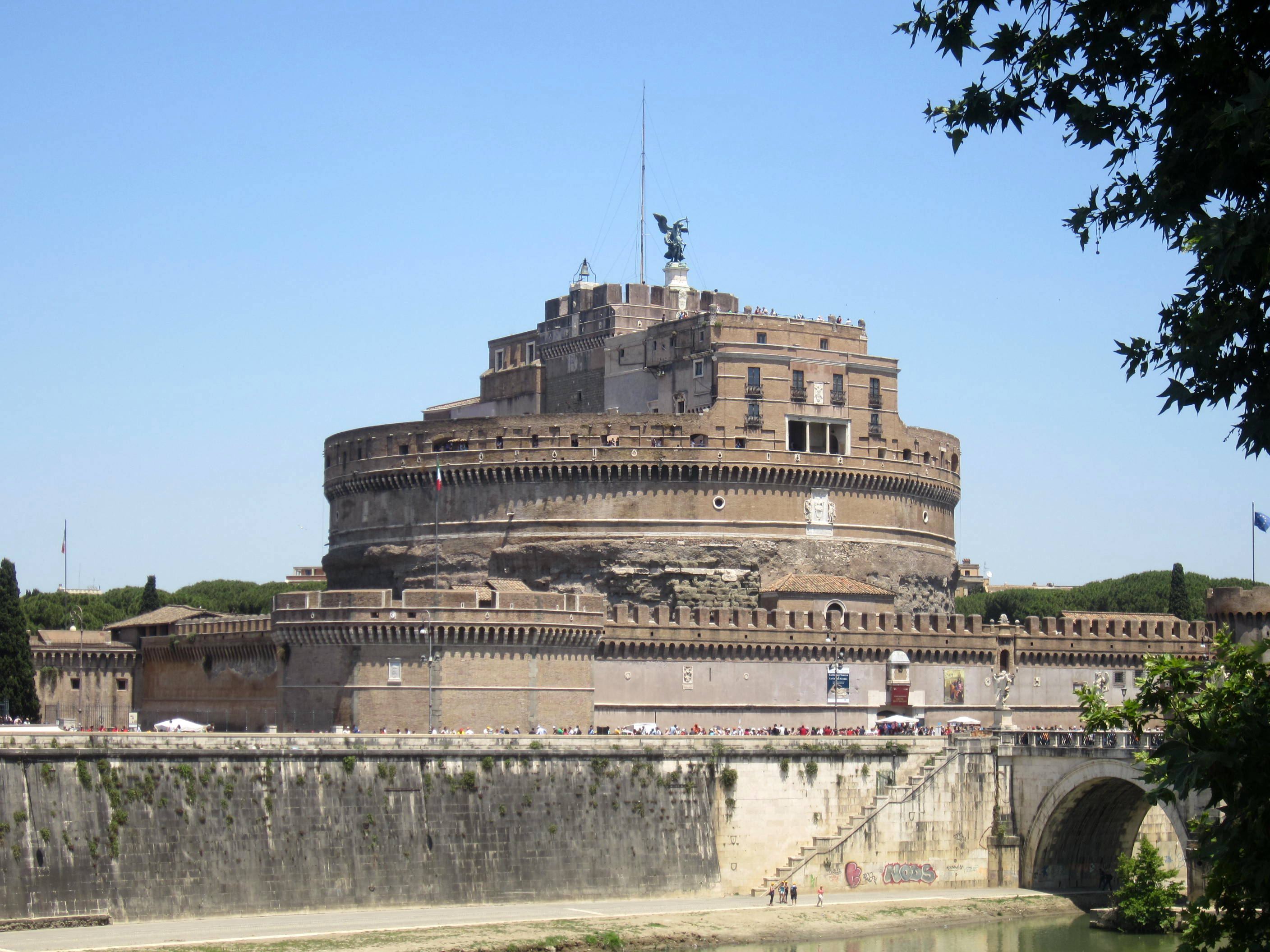
Vista del castillo desde el Ponte Vittorio Emanuele II.

El saco de Roma demostró la utilidad del castillo para los papas, que emprendieron ambiciosas obras de adaptación e instalaron en él una verdadera residencia papal. En el 1542 Paulo III encargó la remodelación del castillo a los arquitectos Raffaello Sinibaldi da Montelupo y Antonio da Sangallo el Joven, que desde 1520 era el arquitecto jefe de las obras de la basílica de San Pedro. La decoración de las habitaciones fue encargada a Perin del Vaga y a Luzio Luzi de Todi, con la colaboración de Livio Agresti de Forlì. La gran cinta abaluartada pentagonal que lo rodea, último episodio de una larga historia de fortificaciones, fue iniciada durante el papado de Paulo IV (1555–1559) y concluida bajo sus sucesores por Francesco Laparelli.
En 1630 Urbano VIII destruyó todas las fortificaciones anteriores, incluido el torreón Borgia entre el puente y el castillo, y trasladó al lado derecho la entrada principal. Además, hizo construir una gran cortina de murallas frontal. Entre 1667 y 1669 Clemente IX hizo colocar diez ángeles de mármol sobre el Puente Elio: desde entonces también ha sido conocido como Puente de Sant'Angelo.
Fue ocupado por las tropas francesas el 2 de febrero de 1808, abandonándolo el 14 de marzo de 1814.
En el siglo xix el castillo fue utilizado exclusivamente como cárcel política, designada con el nombre de Forte Sant'Angelo.

### Desde la unificación italiana hasta nuestros días

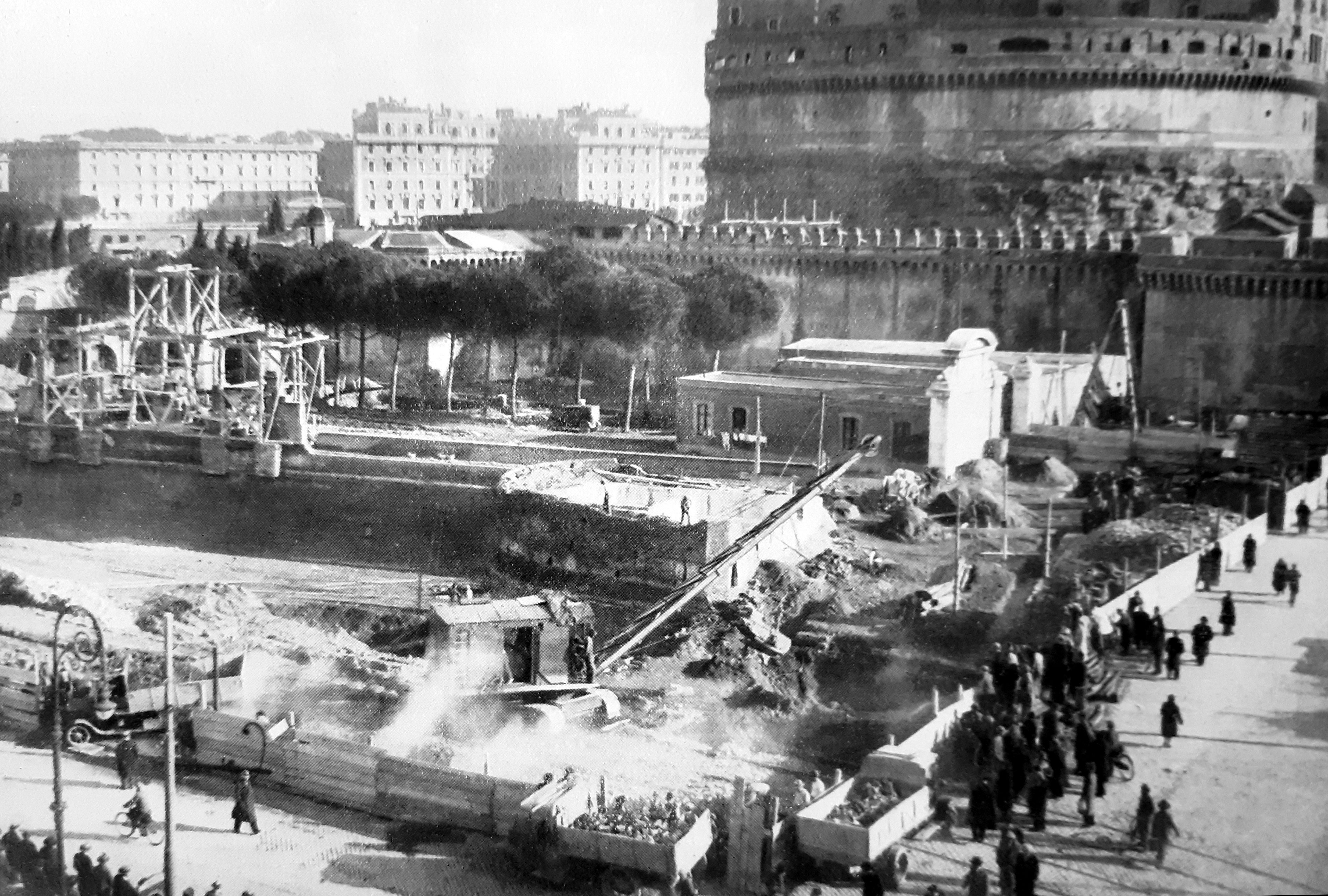
Las obras para la restauración de los fosos y bastiones en 1933.

Tras la unificación italiana se usó inicialmente como cuartel, y posteriormente fue destinado a museo. Con este objetivo fue sometido a obras de restauración por parte de los ingenieros del Regio Esercito, bajo la dirección del coronel Luigi Durand de la Penne, junto su colaborador, el capitán Mariano Borgatti, que concibió por primera vez el proyecto de devolver el monumento a su antiguo aspecto y destinarlo a albergar el Museo de la Ingeniería Militar, que sería inaugurado el 13 de febrero de 1906, con Borgatti como su primer director. En realidad los resultados de esta restauración fueron juzgados por muchos como muy discutibles porque condujeron a la cancelación de la impronta bimilenaria del castillo.
En 1933 y 1934 se emprendieron nuevas obras, que restauraron los fosos y los bastiones y ajardinaron la zona situada entre la cinta cuadrada de murallas y la estructura pentagonal, eliminando al mismo tiempo los cuarteles de Urbano VIII.

### Los prisioneros del Castillo de Sant'Angelo
En el interior del Castillo de Sant'Angelo son numerosas las estancias que han sido usadas como cárcel, todavía visitables en la actualidad. La celda más infame era la llamada Sammalò o San Marocco, situada detrás del bastión de san Marcos. El condenado era arrojado a ella desde arriba y apenas había espacio para colocarse medio doblado, no pudiendo estar ni de pie ni acostado. Esta celda era antiguamente uno de los cuatro respiradores que daban aire a la sala central del mausoleo, donde se encontraban las urnas imperiales, y daba hacia la rampa de escaleras. En la Edad Media fue transformado en una mazmorra.

El castillo y el Puente Sant'Angelo antes de las restauraciones de 1901. Obsérvese el reloj, la puerta descentrada respecto al puente y los edificios de los cuarteles detrás del muro.

En la planta inferior de la construcción semicircular del Patio del Pozo, erigida por Alejandro VI, estaban las celdas reservadas a los personajes distinguidos. Aquí, entre 1538 y 1539, fue encarcelado Benvenuto Cellini. Su fuga es famosa: durante una fiesta en el castillo, el artista consiguió escapar descendiendo desde la parte superior de las murallas con una cuerda hecha con las sábanas. En la caída se rompió una pierna pero consiguió llegar a la casa del cardenal Cornaro, su amigo. Capturado de nuevo, fue reconducido al castillo y encerrado en las mazmorras, celdas a prueba de fugas, en concreto en la del «predicador de Foiano», que allí fue hecho morir de hambre. Allí permaneció un año, hasta que fue indultado por el papa por intercesión de Hipólito II de Este y del rey de Francia, gran admirador suyo. Su celda es famosa porque sobre una pared Cellini dibujó con un rudimental carboncillo, de acuerdo con lo que él cuenta en su Vida, un Cristo resucitado, del cual todavía en la actualidad a los visitantes se muestra algún resto. En realidad estos restos del carboncillo no serían más que signos «producidos por grietas del muro, no blanqueado durante siglos».
En el llamado Giretto de Pío IV, a la derecha de la logia de Paulo III, se encuentran once prisiones utilizadas para los presos políticos. Originalmente eran habitaciones construidas para los familiares del papa Gregorio XVI. En la antigua logia superior del apartamento pontificio de Paulo III está la Cagliostra, así llamada porque en 1789 fue encarcelado en ella el célebre aventurero Giuseppe Balsamo, llamado conde de Cagliostro. Era una prisión de lujo, destinada a detenidos distinguidos.
En las celdas del Castillo de Sant'Angelo fueron mantenidos cautivos, entre otros, los humanistas Bartolomeo Platina y Pomponio Leto, Beatrice Cenci, condenada a muerte pese a su jovencísima edad y los atenuantes, y Giordano Bruno, además de los patriotas italianos durante el Risorgimento. A diferencia de Benvenuto Cellini, muchos prisioneros ilustres del Castillo de Sant'Angelo perdieron allí la vida. Varios de ellos fueron víctimas de los Borgia, entre ellos, el cardenal Giovanni Battista Orsini, que fue apresado con la acusación de haber intentado envenenar al papa Alejandro VI. Considerando la gravedad de la acusación, la madre y la amante del cardenal, temiendo por su suerte, se presentaron ante el pontífice con una oferta: una perla muy rara y valiosa a cambio del cardenal. Era conocida la debilidad de los Borgia por las perlas (parece que Lucrecia poseía más de tres mil). El papa aceptó la propuesta, tomó la perla y, cumpliendo su palabra, les devolvió al cardenal, pero muerto.
Los procesos eran realizados en la Sala de la Justicia, y las ejecuciones capitales generalmente se realizaban fuera del castillo, en la pequeña plaza situada más allá del Puente Sant'Angelo, aunque fueron numerosas las ejecuciones sumarias en el interior del castillo o en las propias cárceles. En el siglo xix, las condenas a muerte mediante fusilamiento se ejecutaban en la zona del patio delante de la Capilla de los Condenados o del Crucifijo. Tras cada ejecución de una condena capital tañía la Campana de la Misericordia, situada en la terraza a los pies de la estatua del ángel.
Las prisiones del castillo constituyen el escenario del tercer acto de la ópera Tosca de Giacomo Puccini, ambientada en Roma en 1800: el pintor Cavaradossi, condenado a muerte, acaba en la cárcel del Castillo de Sant'Angelo, en cuyo patio es fusilado y su amante, Tosca, por la desesperación, se suicida tirándose desde los baluartes del castillo.

## Historia del nombre

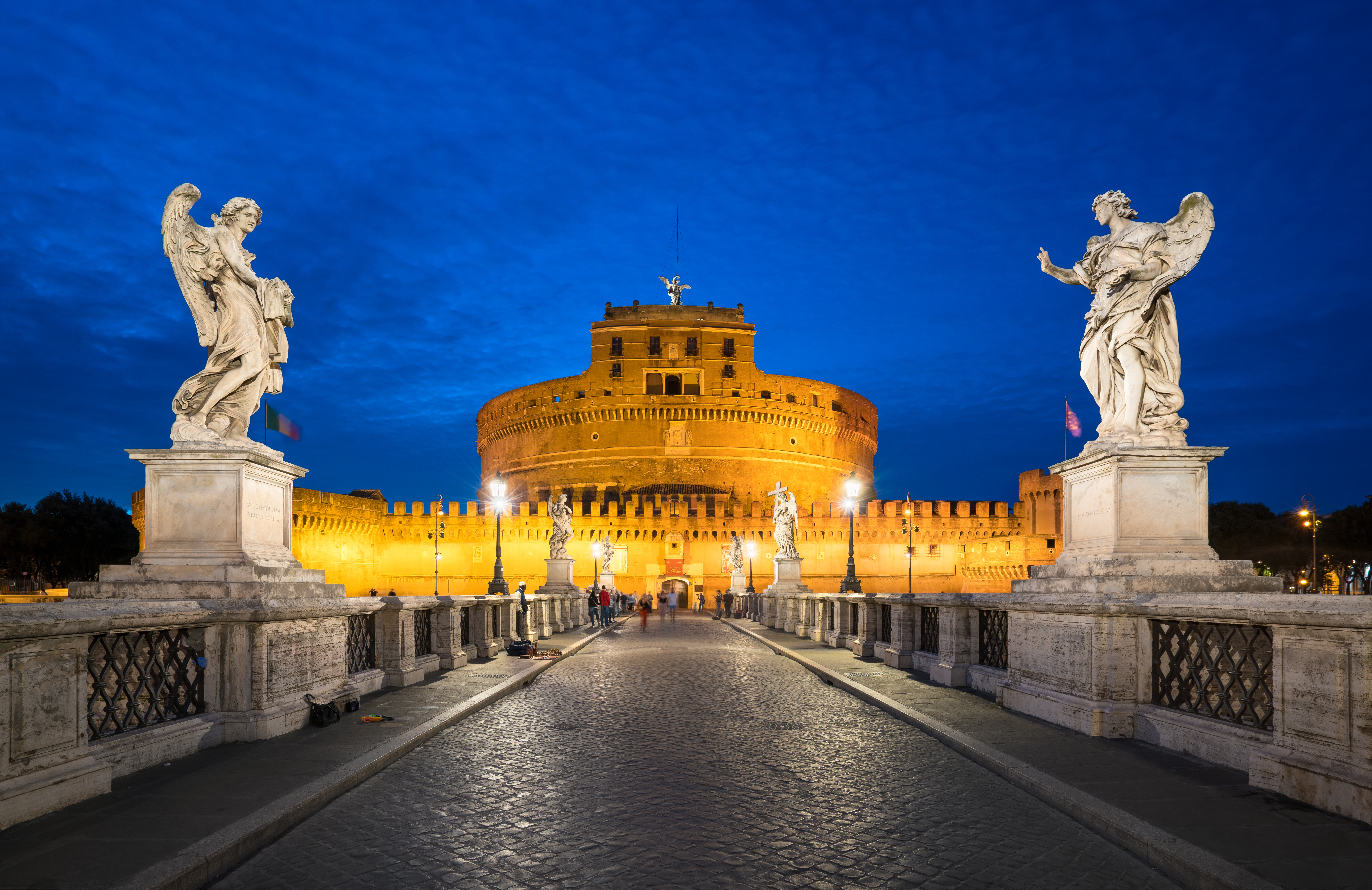
El puente y el Castillo de Sant'Angelo vistos por la tarde.

En el año 359, el emperador Honorio lo incluyó en la cinta de murallas de Roma, transformándolo en una especie de fortaleza para la defensa de la ciudad. Data de entonces el apelativo de castellum. En 590 apareció la denominación castellum sancti Angeli, en recuerdo de la visión del arcángel Miguel enfundando la espada que tuvo el papa Gregorio Magno durante una solemne procesión penitencial para alejar la peste que afligía Roma, visión interpretada como presagio del inminente final de la peste, cosa se produjo rápidamente.
En el año 974 se apoderó de él Crescenzio, de la familia de Alberico, que lo fortificó adicionalmente: por eso fue rebautizado como Castrum Crescentii. Este nombre duraría hasta la segunda mitad del siglo xv, cediendo paso posteriormente a su nombre actual. Hasta el siglo xi era llamado Adrianeum y también templum Adriani y templum et castellum Adriani, en recuerdo de que el origen previsto por el emperador Adriano era que sirviera de tumba imperial para él y sus sucesores. El recuerdo de estos apelativos permanece en el nombre moderno de Mole Adriana.
Desde el siglo xi en las bulas pontificias se usan los términos mixtos Castrum nostrum Crescentii y Castrum Sancti Angeli. En los cantares de gesta también es llamado Torre o Palais Croissant, denominación esta última que es la traducción de Crescentii pero que traducido literalmente significa «palacio media luna». Antes del año 1000 los cronistas lo llamaban domus Theodorici y también carceres Theodorici porque Teodorico, rey de Italia desde 493 hasta 526, lo dedicó a prisión, función que mantuvo bajo los papas y con el gobierno italiano hasta 1901.

### Los ángeles del Castillo de Sant'Angelo

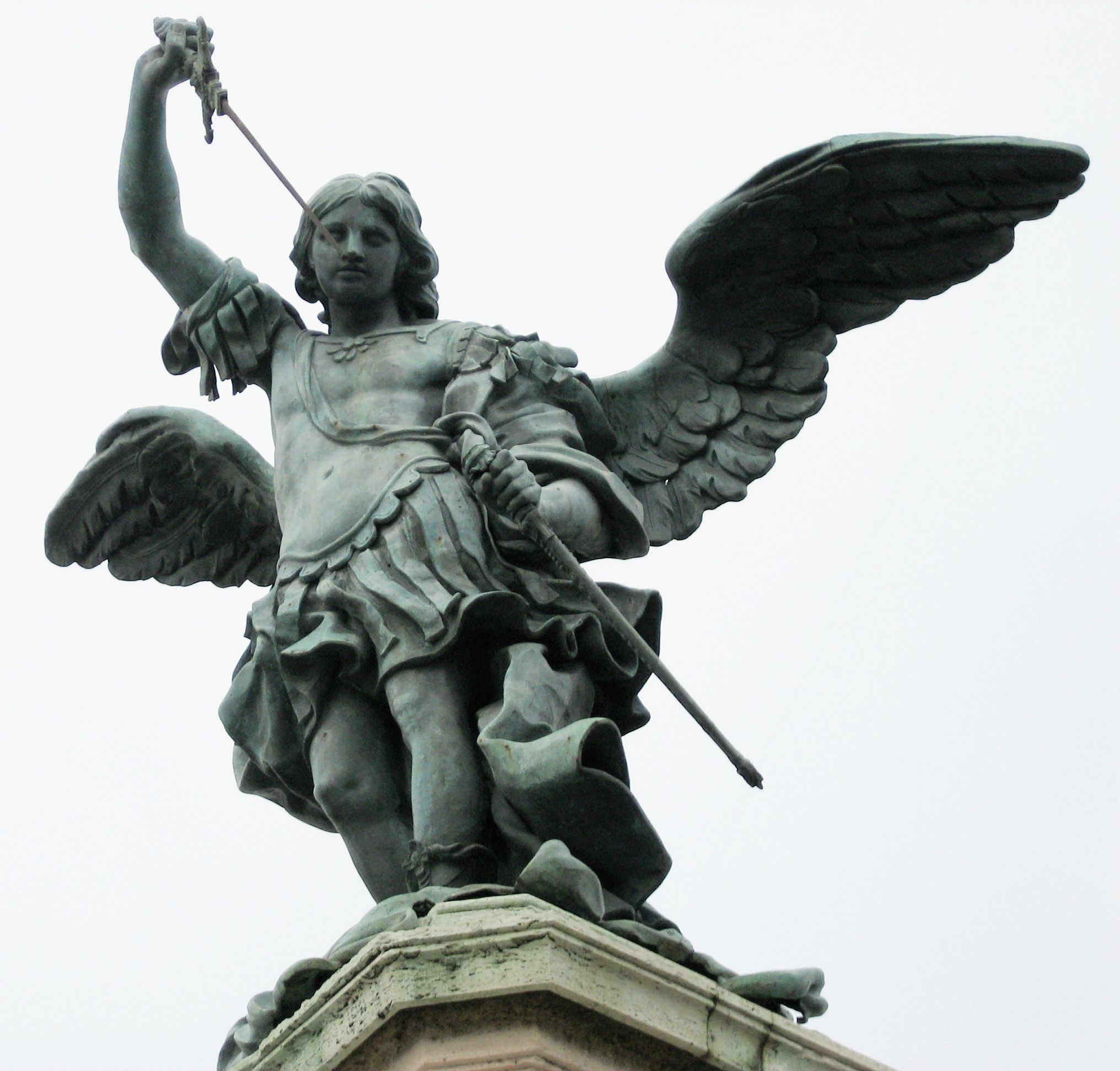
El Ángel del castillo (1753), obra de Peter Anton von Verschaffelt.

Para conmemorar el acontecimiento que dio a la estructura su nombre actual, el edificio está coronado por la estatua de un ángel. Originalmente se trataba de una estatua de madera que se terminó consumiendo; el segundo ángel, de mármol, fue destruido en 1379 en un asedio y en 1453 fue sustituido por un ángel de mármol con las alas de bronce. Este ángel fue destruido en 1497 por un rayo, que hizo estallar un depósito de pólvora en el castillo, y fue reemplazado por uno de bronce dorado, que en 1527 fue fundido para fabricar cañones. Luego le llegó el turno a una estatua de mármol de Raffaello da Montelupo con las alas de bronce, que data del siglo xvi y se encuentra actualmente en el Patio del Ángel, y por último, en 1753, llegó el actual ángel de bronce de Peter Anton von Verschaffelt, sometido a una restauración entre 1983 y 1986.

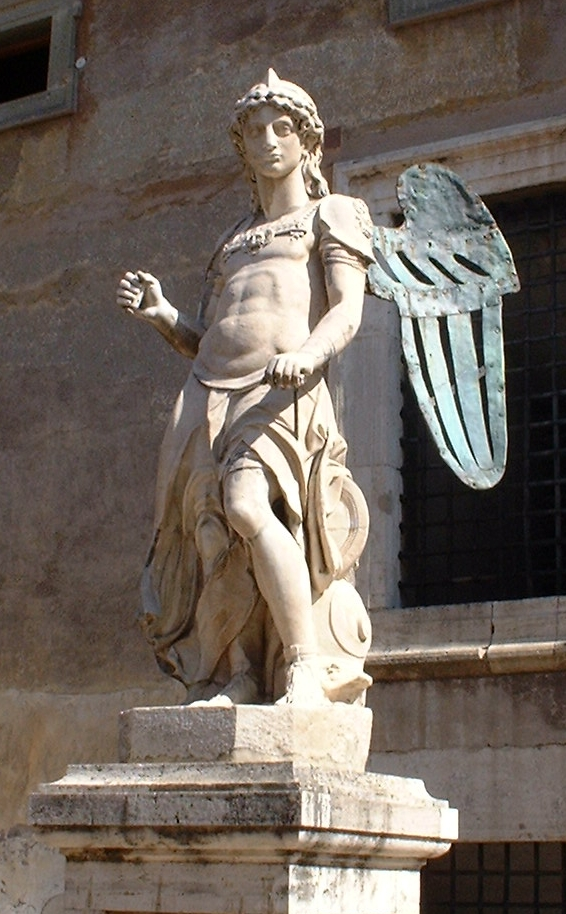
El Ángel de Raffaello da Montelupo.

## El museo: plantas y recorridos de visita

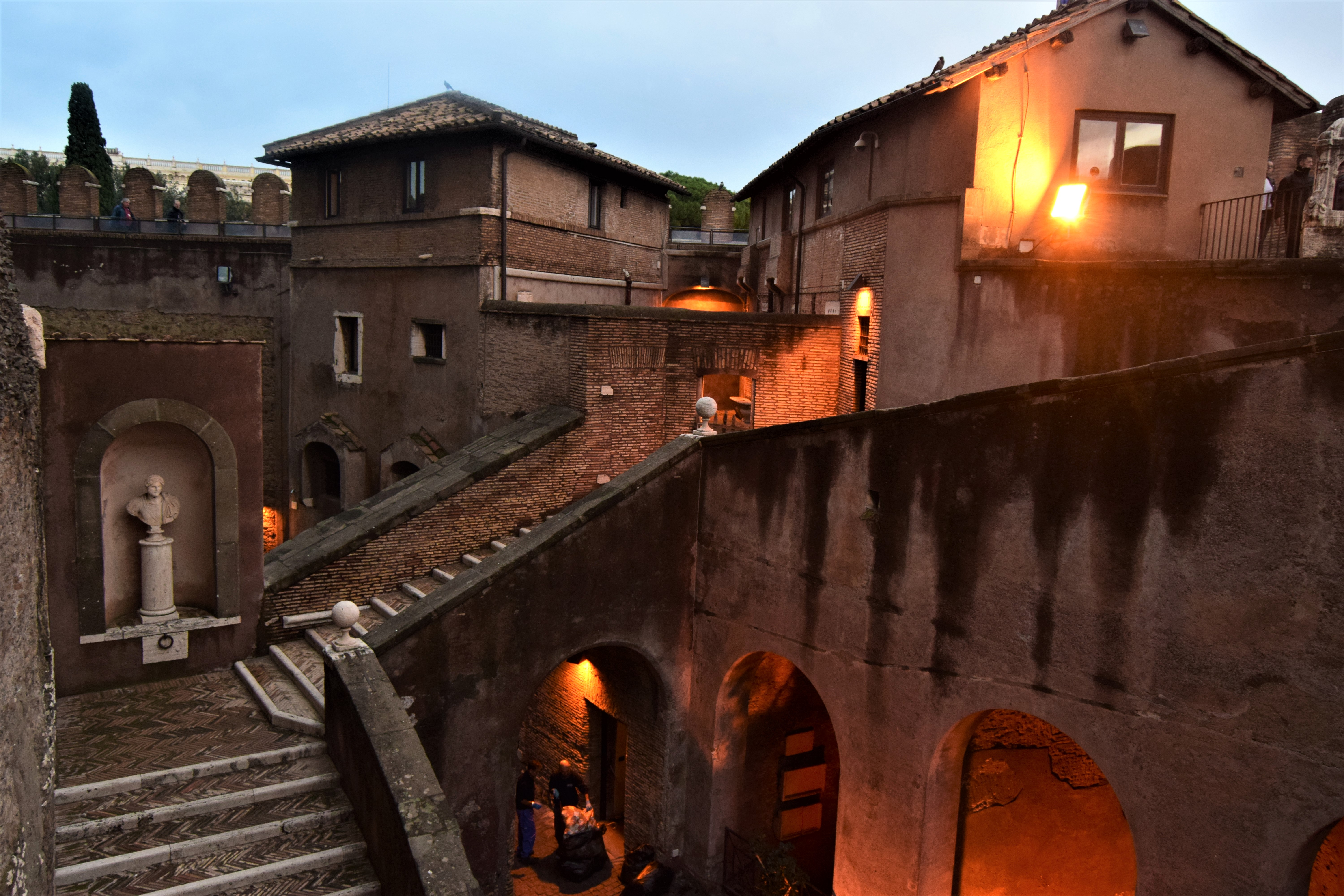
El interior del castillo.

Las modificaciones aportadas con el paso del tiempo al edificio, debido a los diferentes usos que ha tenido a lo largo de los siglos, definen en la actualidad tres tipologías arquitectónicas fácilmente perceptibles, reunidas en un único monumento, distinguible en siete niveles:
- En los niveles 1, 2 y 3 se encuentra el mausoleo, desde el cual se accede al monumento a través del dromos, el atrio y la rampa helicoidal, hasta llegar a la sala de las urnas. Este recorrido ha sido restaurado con el grado máximo posible de fidelidad histórica. En el nivel 3 de la estructura —bajo el actual Patio del Ángel— se instalaron, probablemente en la época medieval, depósitos de grano y aceite. Debajo del otro patio —el de Alejandro VI o del pozo— Alejandro VI Borgia creó las llamadas «prisiones históricas», de las que se escapó Benvenuto Cellini.
- El castillo fortificado, repetidamente modificado entre los siglos iv y xvii y restaurado por última vez en la primera mitad del siglo xx, constituye el nivel 2. La mejor lectura de esta estructura se tiene a partir de las imágenes aéreas. Se puede recorrer el paseo de ronda entre los bastiones dedicados a los cuatro evangelistas.[A]
- Los apartamentos pontificios:
  - En el nivel 4 están el Patio del Ángel, el patio y la capilla de León X, el patio con el pozo y las adyacentes habitaciones de Alejandro VI, y la stufa de Clemente VII.
  - En el nivel 5 se encuentran las habitaciones renacentistas más suntuosas y mejor conservadas, los apartamentos privados de Paulo III, con la logia que mira hacia el norte y las lujosas salas decoradas con frescos por Perin del Vaga;[B] la posición dominante de este nivel había sido ocupada veinte años antes por la logia de Julio II, que da hacia el puente y hacia la ciudad; y los dos giretti o paseos entre las logias, el cubierto de Pío IV Médici y el descubierto de Alejandro VII Chigi.
  - En el nivel 6, organizado y decorado también en la remodelación ordenada por el papa Paulo III, se hallan la biblioteca, la Sala del Tesoro, con sus armarios y cofres (considerada por algunos como la verdadera celda sepulcral del emperador Adriano), la Sala de los Festones, la llamada del Adrianeo y por último la Cagliostra, originalmente habitación superior de la logia Farnesio, posteriormente dedicada a prisión para detenidos distinguidos (su nombre procede del encarcelamiento de Cagliostro en 1789). En este nivel se construyó a mediados del siglo xviii, sobre la logia de Julio II, el apartamento del castellano, siete habitaciones actualmente dedicadas a oficinas.
  - En el nivel 7 se encuentran habitaciones destinadas desde el siglo xvii a alojar archivos, para los cuales ya no bastaba el espacio de las salas inferiores: la «sala rotonda», parte superior de la torreta de la época de Adriano, en correspondencia con la Sala del Tesoro, y la «sala de las columnas», construida a mediados del siglo xviii. Desde la sala rotonda se accede a la «terraza del ángel», desde donde se ve toda Roma.

### Visitantes e ingresos
Fue el quinto museo más visitado de Italia entre 2004 y 2019, antes de que la pandemia de COVID-19 hiciera descender abruptamente el número de visitantes. A continuación se muestra la evolución de visitantes del museo del Castillo de Sant'Angelo en los últimos años, sobre la base de los datos de la oficina estadística de los bienes culturales italianos:
| Año  | Visitantes | Ingresos brutos | Precio medio por entrada |
| ---- | ---------- | --------------- | ------------------------ |
| 1996 | 434 455    | 1 310 561,03 €  | 3,02 €                   |
| 1997 | 594 820    | 1 732 403,02 €  | 2,91 €                   |
| 1998 | 493 691    | 1 505 161,99 €  | 3,05 €                   |
| 1999 | 472 718    | 1 462 527,44 €  | 3,09 €                   |
| 2000 | 591 281    | 2 256 019,56 €  | 3,82 €                   |
| 2001 | 611 515    | 2 282 998,76 €  | 3,73 €                   |
| 2002 | 578 815    | 2 202 201,43 €  | 3,80 €                   |
| 2003 | 645 686    | 2 306 699,50 €  | 3,57 €                   |
| 2004 | 707 069    | 2 454 581,00 €  | 3,47 €                   |
| 2005 | 645 686    | 2 306 699,50 €  | 3,57 €                   |
| 2006 | 875 893    | 3 012 213,00 €  | 3,44 €                   |
| 2007 | 843 792    | 2 806 645,50 €  | 3,33 €                   |
| 2008 | 734 583    | 2 432 239,50 €  | 3,31 €                   |
| 2009 | 804 272    | 2 609 898,00 €  | 3,25 €                   |
| 2010 | 915 421    | 3 020 164,00 €  | 3,30 €                   |
| 2011 | 981 821    | 3 191 787,50 €  | 3,25 €                   |
| 2012 | 949 048    | 4 345 180,00 €  | 4,58 €                   |
| 2013 | 918 591    | 4 559 306,00 €  | 4,96 €                   |
| 2014 | 1 021 319  | 5 147 369,50 €  | 5,04 €                   |
| 2015 | 1 047 326  | 5 553 337,50 €  | 5,30 €                   |
| 2016 | 1 234 506  | 9 115 703,00 €  | 7,38 €                   |
| 2017 | 1 155 244  | 10 445 291,00 € | 9,04 €                   |
| 2018 | 1 113 373  | 11 645 296,50 € | 10,46 €                  |
| 2019 | 1 207 091  | 10 205 510,50 € | 8,45 €                   |
| 2020 | 219 844    | 1 989 042,00 €  | 9,05 €                   |
| 2021 | 239 678    | 1 938 390,00 €  | 8,09 €                   |

## En la cultura popular

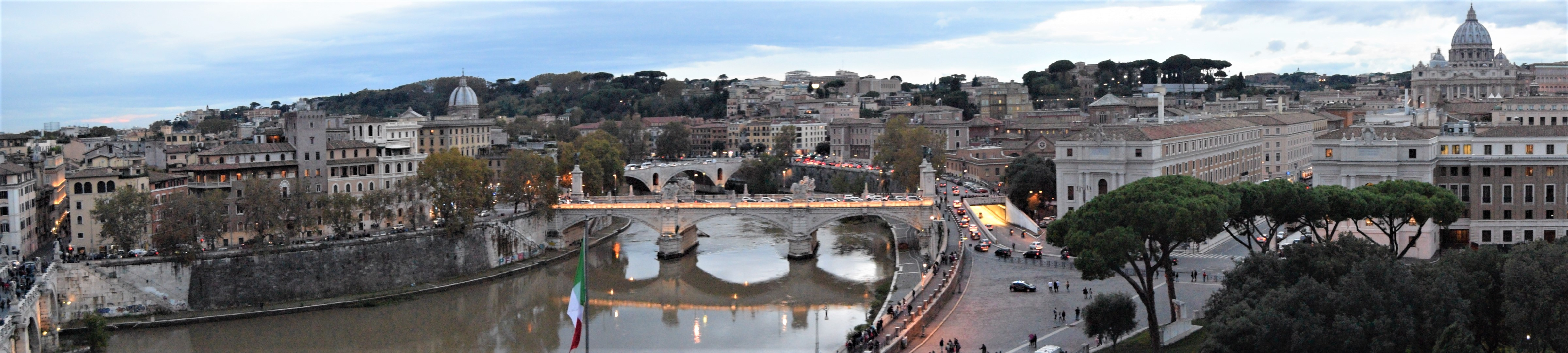
Panorámica con vistas de la basílica de san Pedro.

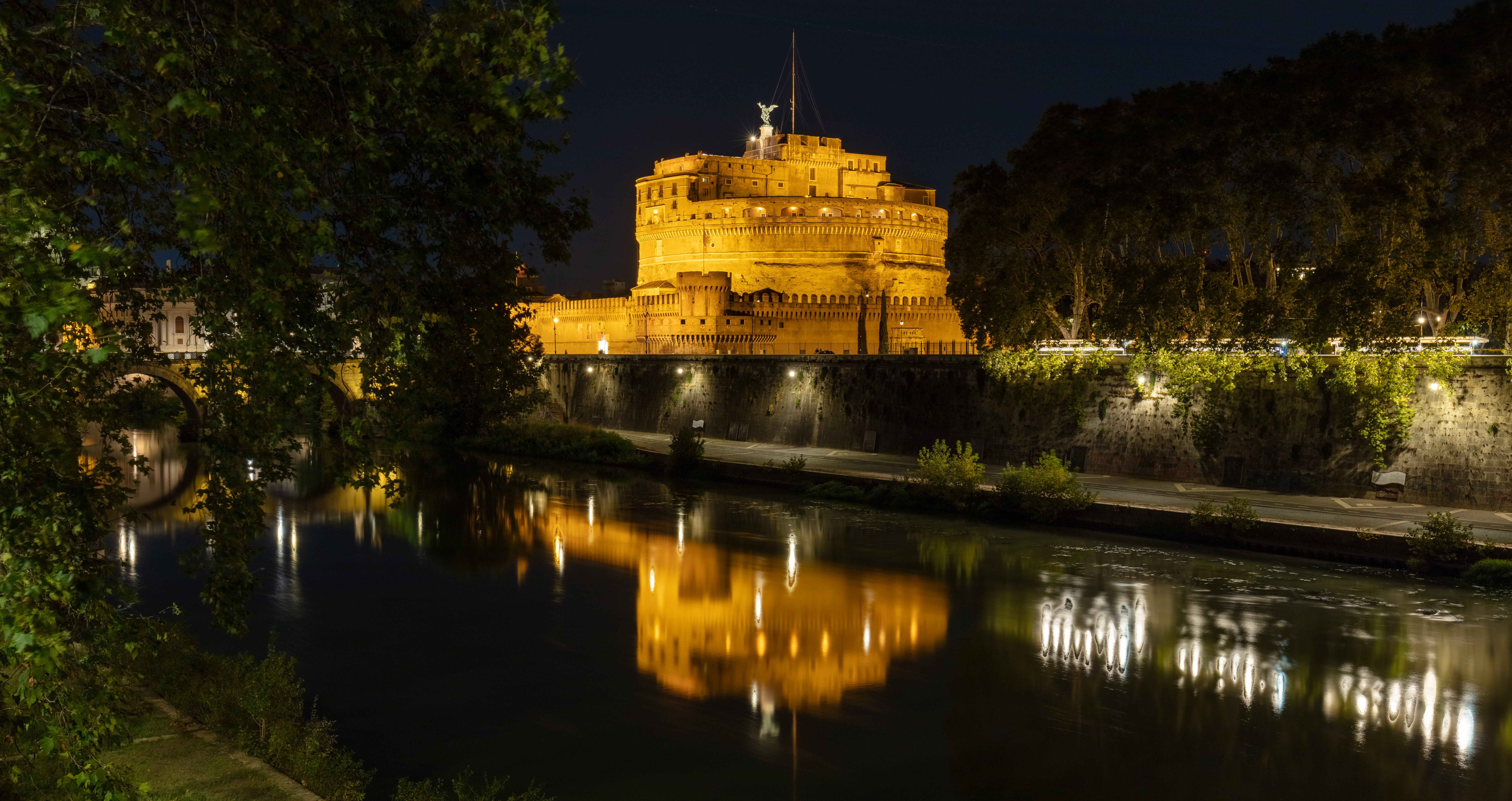
Vista nocturna del castillo junto al río Tíber.

- Siguiendo el modelo del Castillo de Sant'Angelo se edificó en la Abadía de Novacella en el Alto Adigio, en el siglo xv, una singular iglesia redonda concebida como fortaleza en defensa de los turcos y dedicada al arcángel Miguel, llamada, precisamente por su carácter fortificado, Engelsburg.
- Giacomo Puccini ambientó en el Castillo de Sant'Angelo el último acto de la ópera Tosca.[19]
- Varias escenas, interiores y exteriores, de la versión cinematográfica de Tosca de 1941 fueron realizadas en el Castillo de Sant'Angelo.
- En julio de 1954 los estilistas Vincenzo Ferdinandi, Sorelle Fontana, Emilio Schuberth, Giovannelli-Sciarra, Eleonora Garnett, Mingolini-Gugenheim y Clarette Gallotti de la Tessitrice dell'Isola, reunidos por el Sindicato Italiano de Alta Costura, organizaron el evento Alta Moda a Castel Sant'Angelo,[54] ambientado en la sugerente cornisa de la fortaleza, en contraposición a los desfiles que se celebraban en esa misma época en el Palazzo Pitti de Florencia, polémicamente abandonados por los estilistas romanos.
- En 1954 Luchino Visconti grabó en el Castillo de Sant'Angelo las escenas finales de la película Senso, en sustitución de las grabadas en el Véneto, que habían sido suprimidas por la censura.
- El castillo está presente como ambientación en el libro Ángeles y demonios de Dan Brown.
- También el mundo de los videojuegos ha dedicado una amplia página al castillo: cabe mencionar la última misión de Assassin's Creed II y buena parte de Assassin's Creed: Brotherhood, casi completamente ambientado en Roma.
- En el dialecto romanesco el edificio es llamado La cagliostra desde la época del apresamiento de Cagliostro.